# Jaylen Clark
Pour les articles homonymes, voir Clark.
Jaylen Bryce Clark, né le  13 octobre 2001 à Riverside en Californie, est un joueur américain de basket-ball évoluant au poste d'arrière.

## Biographie

### Carrière universitaire
Entre 2020 et 2023, il joue pour les Bruins de l'UCLA à l'université de Californie à Los Angeles.

### Carrière professionnelle

#### Timberwolves du Minnesota (depuis 2023)
Le 22 juin 2023, il est choisi en 53e position par les Timberwolves du Minnesota lors de la draft 2023 de la NBA.
Début juillet 2023, il signe un contrat two-way avec les Timberwolves. En février 2025, son contrat two-way est converti en un contrat standard.

## Palmarès

### Universitaire
- Naismith défenseur de l'année en 2023
- NABC défenseur de l'année en 2023
- Second-team All-Pac-12 en 2023
- Pac-12 défenseur de l'année en 2023
- 2× Pac-12 All-Defensive Team en 2022 et 2023

## Statistiques

### Universitaires
| Saison    | Équipe   | Matchs | Titul. | Min./m | % Tir | % 3pts | % LF | Rbds/m. | Pass/m. | Int/m. | Ctr/m. | Pts/m. |
| --------- | -------- | ------ | ------ | ------ | ----- | ------ | ---- | ------- | ------- | ------ | ------ | ------ |
| 2020-2021 | UCLA     | 31     | 0      | 8,9    | 50,0  | 20,0   | 75,0 | 2,42    | 0,19    | 0,13   | 0,16   | 2,52   |
| 2021-2022 | UCLA     | 29     | 6      | 18,1   | 50,6  | 25,9   | 54,2 | 3,79    | 1,03    | 1,14   | 0,17   | 6,72   |
| 2022-2023 | UCLA     | 30     | 30     | 30,5   | 48,1  | 32,9   | 69,8 | 6,03    | 1,87    | 2,60   | 0,27   | 12,97  |
| Carrière  | Carrière | 90     | 36     | 19,0   | 49,0  | 30,2   | 66,1 | 4,07    | 1,02    | 1,28   | 0,20   | 7,36   |